# Лебедянка (река)
Лебедя́нка — река в Лебедянском районе Липецкой области. Левый приток Дона. Длина реки составляет 26 км. Река пересыхающая. Длина реки — 26 км, площадь водосборного бассейна — 196 км².
Исток находится в 3 км восточнее села Большие Избищи. Течёт на запад. Впадает в реку Дон в слободе Покрово-Казацкая.
По реке Лебедянке получил своё название город Лебедянь, который расположен севернее устья.
Через Лебедянку переброшены три моста, один из них — железнодорожный (по линии Елец — Лев Толстой).

## Данные водного реестра
По данным государственного водного реестра России относится к Донскому бассейновому округу, водохозяйственный участок реки — Дон от истока до города Задонск, без рек Красивая Меча и Сосна, речной подбассейн реки — бассейны притоков Дона до впадения Хопра. Речной бассейн реки — Дон (российская часть бассейна).